# 日本の電話番号
日本の電話番号（にほんのでんわばんごう）は、国際公衆交換電話網では、「81」の国際電話番号を付加した11桁または12桁の数字として表される。
加入電話・ISDN・プライマリIP電話などの基礎的電気通信役務 の地理的番号は、市外局番-市内局番（ここまで計5桁）-加入者番号（4桁）にて構成される。国内からのダイヤルの場合、国内プレフィックスとして頭に「0」を付加し、原則として10桁である。この番号を0AB～J番号と呼ぶ。
例 : 0AB-CDE-FGHJ
携帯電話などの電話番号は、種類の識別番号（国内プレフィックスの0がついた3桁）-電話会社ごとに割り当てられた番号3桁 （番号ポータビリティに対応している回線については番号割り当て時（契約時）のもので、契約中の会社とは一致しない）-加入者番号に相当するもの5桁の11桁で表現される。
例 : 0A0-CDE-FGHJK（この場合はBに相当するものは0）
IP電話の電話番号は、050-電話会社ごとに割り当てられた番号4桁-加入者番号に相当するもの4桁の11桁で表現される。
例 : 050-CDEF-GHJK
データ伝送携帯電話番号は、携帯電話などと同様に11桁で表現される場合だけでなく、 0200-電話会社ごとに割り当てられた番号5桁-加入者番号に相当するもの5桁の14桁で表現される場合がある。
例 : 0200-DEFGH-JKLMN
また、電話加入区域内からの通話の場合市外局番を省略可能である（電話番号計画#閉域番号と開放番号を参照）。
- 国際電話番号 : 81
- 国際電話識別番号 : 010
- 国内開放指定番号 : 0

以下、特定用途の識別番号を分類して記載する。

## 1XY 特番
1XY 特番は、有効利用の観点から、利用する必要性が高い、優先度の高いものをA分類、それに準じるものをB分類としている。
A分類は、
1. 緊急性、公共性、安全性の観点から重要な用途（警察、消防、災害伝言ダイヤル、発信者番号通知、発信者番号非通知）
2. 基本的な電気通信サービスの利用に当たって容易な認識が必要となる用途（番号案内、故障受付）
3. 既に3桁の統一番号として広く認識がなされている用途（天気予報、時報、電報受付）
4. 事業者共通のプレフィックスとしての用途

とし、その他の用途より優先して利用できるものとされている。
B分類は、
- 加入者を直接収容する事業者がその加入者に対して提供するサービスに利用できるもの
  - オペレータへの接続（オペレータを介した呼接続、オペレータへの問合せ（営業・料金案内に限り、当面の間））
  - 設備への接続（呼接続に関する付加的な処理、特定者向け情報の蓄積・再生、サービス条件の設定）

とされている。
| 104 | A | 電話番号案内               | 電話番号案内               | 電話番号案内               | N | N                          | N                          | K                          | K                          | K                          | S                          | K                          | N                          | K                          | S                          | S                          | -                          |                            |                            |
| 104 | A | 電話番号案内               | 電話番号案内               | 電話番号案内               | N=NTT K=KDDIエボルバ S=ジェイエムエス・ユナイテッド                                                   |                            |                            |                            |                            |                            |                            |                            |                            |                            |                            |                            |                            |                            |                            |
| 110 | A | 警察                       | 警察                       | 警察                       | 緊急呼                                                                                                | 緊急呼                     | 緊急呼                     | 緊急呼                     | 緊急呼                     | 緊急呼                     | 緊急呼                     | 緊急呼                     | 緊急呼                     | 緊急呼                     | 緊急呼                     | 緊急呼                     | 緊急呼                     | 緊急呼                     | 緊急呼                     |
| 113 | A | 故障受付                   | 故障受付                   | 故障受付                   | ○ | ×                          | ×                          | ×                          | ○                          | ○                          | ○                          | ○                          | ○                          | ○                          | ○                          | ×                          | ×                          |                            |                            |
| 113 | A | 故障受付                   | 故障受付                   | 故障受付                   | 自社の故障受付に接続                                                                                  |                            |                            |                            |                            |                            |                            |                            |                            |                            |                            |                            |                            |                            |                            |
| 115 | A | 電報受付                   | 電報受付                   | 電報受付                   | N | N                          | N                          | N                          | N                          | K                          | S                          | K                          | N                          | K                          | S                          | ×                          | ×                          |                            |                            |
| 115 | A | 電報受付                   | 電報受付                   | 電報受付                   | N=NTT K=でんぽっぽ S=ほっと電報(2021年8月31日でサービス終了)                                          |                            |                            |                            |                            |                            |                            |                            |                            |                            |                            |                            |                            |                            |                            |
| 117 | A | 時報                       | 時報                       | 時報                       | ○ | ○                          | ○                          | ○                          | ○                          | ○                          | ○                          | ○                          | ○                          | ○                          | ○                          | ○                          | ○                          |                            |                            |
| 118 | A | 海上保安庁                 | 海上保安庁                 | 海上保安庁                 | 緊急呼（2000年5月1日より）                                                                            | 緊急呼（2000年5月1日より） | 緊急呼（2000年5月1日より） | 緊急呼（2000年5月1日より） | 緊急呼（2000年5月1日より） | 緊急呼（2000年5月1日より） | 緊急呼（2000年5月1日より） | 緊急呼（2000年5月1日より） | 緊急呼（2000年5月1日より） | 緊急呼（2000年5月1日より） | 緊急呼（2000年5月1日より） | 緊急呼（2000年5月1日より） | 緊急呼（2000年5月1日より） | 緊急呼（2000年5月1日より） | 緊急呼（2000年5月1日より） |
| 119 | A | 消防                       | 消防                       | 消防                       | 緊急呼                                                                                                | 緊急呼                     | 緊急呼                     | 緊急呼                     | 緊急呼                     | 緊急呼                     | 緊急呼                     | 緊急呼                     | 緊急呼                     | 緊急呼                     | 緊急呼                     | 緊急呼                     | 緊急呼                     | 緊急呼                     | 緊急呼                     |
| 122 | A | 固定優先接続解除           | 固定優先接続解除           | 固定優先接続解除           | ○ | ○                          | ○                          | ○                          | ○                          | ○                          | ○                          | ○                          | －                         | －                         | －                         | －                         | -                          |                            |                            |
| 122 | A | 固定優先接続解除           | 固定優先接続解除           | 固定優先接続解除           | マイラインプラス登録時                                                                                |                            |                            |                            |                            |                            |                            |                            |                            |                            |                            |                            |                            |                            |                            |
| 171 | A | 災害用伝言ダイヤル         | 災害用伝言ダイヤル         | 災害用伝言ダイヤル         | ○ | ○                          | ○                          | ○                          | ○                          | ○                          | ○                          | ○                          | ○                          | ○                          | ○                          | ○                          | ○                          |                            |                            |
| 171 | A | 災害用伝言ダイヤル         | 災害用伝言ダイヤル         | 災害用伝言ダイヤル         | NTT Com                                                                                               |                            |                            |                            |                            |                            |                            |                            |                            |                            |                            |                            |                            |                            |                            |
| 177 | A | 天気予報                   | 天気予報                   | 天気予報                   | ○ | ○                          | ○                          | ○                          | ○                          | ○                          | ○                          | ○                          | ○                          | ○                          | ○                          | ○                          | ○                          |                            |                            |
| 177 | A | 天気予報                   | 天気予報                   | 天気予報                   | 市外局番の前置が可能。2025年3月31日を以てサービス終了し、当分の間はサービス終了のガイダンスが流れる。 |                            |                            |                            |                            |                            |                            |                            |                            |                            |                            |                            |                            |                            |                            |
| 184 | A | 発信者番号呼毎通知拒否     | 発信者番号呼毎通知拒否     | 発信者番号呼毎通知拒否     | ○ | ○                          | ○                          | ○                          | ○                          | ○                          | ○                          | ○                          | ○                          | ○                          | ○                          | ○                          | ○                          |                            |                            |
| 186 | A | 発信者番号呼毎通知         | 発信者番号呼毎通知         | 発信者番号呼毎通知         | ○ | ○                          | ○                          | ○                          | ○                          | ○                          | ○                          | ○                          | ○                          | ○                          | ○                          | ○                          | ○                          |                            |                            |
| 188 | A | 消費者ホットライン         | 消費者ホットライン         | 消費者ホットライン         | ○ | ○                          | ○                          | ○                          | ○                          | ○                          | ○                          | ○                          | ○                          | ○                          | ○                          | ○                          | ○                          |                            |                            |
| 188 | A | 消費者ホットライン         | 消費者ホットライン         | 消費者ホットライン         | （2015年7月1日より）                                                                                  |                            |                            |                            |                            |                            |                            |                            |                            |                            |                            |                            |                            |                            |                            |
| 189 | A | 児童相談所全国共通ダイヤル | 児童相談所全国共通ダイヤル | 児童相談所全国共通ダイヤル | ○ | ○                          | ○                          | ○                          | ○                          | ○                          | ○                          | ○                          | ○                          | ○                          | ○                          | ○                          | ○                          |                            |                            |
| 189 | A | 児童相談所全国共通ダイヤル | 児童相談所全国共通ダイヤル | 児童相談所全国共通ダイヤル | （2015年7月1日より）                                                                                  |                            |                            |                            |                            |                            |                            |                            |                            |                            |                            |                            |                            |                            |                            |

| 番号 | 分類 | 用途               | 用途               | 固定電話                       | 直収電話・緊急通報対応のIP電話 | 直収電話・緊急通報対応のIP電話 | 直収電話・緊急通報対応のIP電話 | 直収電話・緊急通報対応のIP電話 | 直収電話・緊急通報対応のIP電話 | 直収電話・緊急通報対応のIP電話 | 直収電話・緊急通報対応のIP電話 | 直収電話・緊急通報対応のIP電話 | 携帯電話 | 携帯電話 | 携帯電話             | 携帯電話                          | 携帯電話     |
| 番号 | 分類 | 用途               | 用途               | NTT東・西                      | NTT東・西                      | STNet                          | エネコム                       | QTnet                          | オプテージ                     | KDDI JCOM                      | ソフトバンク                   | 中部テレコミュニケーション     | ドコモ   | au       | ソフトバンク         | ソフトバンク                      | 楽天モバイル |
| 番号 | 分類 | 用途               | 用途               | NTT東・西                      | NTT東・西                      | STNet                          | エネコム                       | QTnet                          | オプテージ                     | KDDI JCOM                      | ソフトバンク                   | 中部テレコミュニケーション     | ドコモ   | au       | MB YM のうち タイプ1 | 旧EM イーアクセス YMのうちタイプ2 | 楽天モバイル |
| ---- | ---- | ------------------ | ------------------ | ------------------------------ | ------------------------------ | ------------------------------ | ------------------------------ | ------------------------------ | ------------------------------ | ------------------------------ | ------------------------------ | ------------------------------ | -------- | -------- | -------------------- | --------------------------------- | ------------ |
| 135  | B    | 特定番号通知機能   | 特定番号通知機能   | 特定番号通知機能               | ○                              | ×                              | ×                              | ×                              | ×                              | ×                              | 直                             | ×                              | ×        | ×        | ×                    | ×                                 | ×            |
| 142  | B    | 着信転送           | 着信転送           | ボイスワープ                   | ○                              | ○                              | ○                              | ○                              | ○                              | ○                              | ○                              | ○                              | ○        | ○        |                      | ×                                 | ×            |
| 144  | B    | 迷惑電話おことわり | 迷惑電話おことわり | 迷惑電話おことわり             | ○                              | ○                              | ○                              | ○                              | ○                              | ○                              | ○                              | ○                              | ○        | ×        | ×                    | ×                                 | ×            |
| 147  | B    | 多機能転送         | 多機能転送         | ボイスワープセレクト、なりわけ | ○                              | ×                              | ○                              | ×                              | ○                              | ×                              | ×                              | ○                              | ×        | ×        | ×                    | ×                                 | ×            |
| 148  | B    | 非通知着信拒否     | 非通知着信拒否     | ナンバーリクエスト             | ○                              | ○                              | ○                              | ○                              | ○                              | ○                              | ○                              | ○                              | ○        | ○        |                      | ×                                 | ×            |

- 「直」は、直収電話のみ。
- 緊急通報等の対応状況は直収電話#番号ごとの接続可否一覧、日本のIP電話#日本のIP電話事業者も参照のこと

| 番号 | 分類 | 用途                                      | 備考（旧用途など） |
| ---- | ---- | ----------------------------------------- | --- |
| 100  | B    |                                           | 100番通話 オペレータ扱・料金即知 （2015年7月31日サービス停止）                                                                                                |
| 102  | B    |                                           | 災害時のオペレータ扱臨時受付 （2015年7月31日サービス停止） |
| 103  | A    |                                           | 各電気通信事業者の網内番号を中心とする番号案内（実際は使用されなかった。2015年廃止） 電話網の自動化の過程（日本電信電話公社時代）では、交換手を通じた即時通話 |
| 104  | A    | 電話番号案内                              | 104で案内した電話番号へつなぐサービス『DIAL<ダイヤル>104』は、2015年7月31日にサービス終了                                                                     |
| 105  |      |                                           | 1989年11月1日廃止 市外局番案内 |
| 106  | B    |                                           | コレクトコール コミュニケータ扱 （2015年7月31日サービス停止） 電話網の自動化の過程（日本電信電話公社時代）では、交換手を通じた待時通話                        |
| 107  |      |                                           | 2004年6月廃止 新幹線列車受付公衆 |
| 108  | B    |                                           | 自動コレクトコール（2015年7月31日サービス停止） 電話網の自動化の過程（日本電信電話公社時代）では、交換手を通じた即時通話（一部地域）                          |
| 111  | B    |                                           | 廃止 線路試験受付 |
| 112  | B    |                                           | 共同電話 共同相互間秘話解除（2016年1月22日サービス停止） |
| 113  | A    | 故障受付                                  | |
| 114  | B    |                                           | お話し中調べ 旧・回線端末自動試験（2024年1月1日サービス終了）                                                                                                 |
| 115  | A    | 電報受付                                  | |
| 116  | B    | 営業受付                                  | 加入しているサービスに関する問い合わせのみ。競争中立性のために、光サービス等の新規サービスの申し込みは別番号を広告することとなった。2025年2月から土日休業。   |
| 121  |      |                                           | 2011年3月31日廃止 クレジット通話 (NTT Com) |
| 122  | A    | 固定優先解除                              | マイラインプラス登録時 |
| 123  |      |                                           | 可聴式料金即知 INSネットのみ |
| 124  |      |                                           | 親展通信 Fネット (NTT Com) 新規加入停止 |
| 125  |      |                                           | 2006年12月20日廃止 でんわ会議 |
| 126  |      |                                           | 着信課金 Fネット (NTT Com) 新規加入停止 |
| 127  |      |                                           | ファクシミリ伝言 Fネット (NTT Com) 新規加入停止 |
| 131  | B    |                                           | 2010年3月31日廃止 第1種パケット交換サービス DDX-P (NTT Com)                                                                                                   |
| 132  |      |                                           | 2010年3月31日廃止 第1種パケット交換サービス DDX-P (NTT Com)                                                                                                   |
| 133  |      |                                           | 2010年3月31日廃止 第1種パケット交換サービス DDX-P (NTT Com)                                                                                                   |
| 134  | B    |                                           | 2014年2月28日サービス停止 ダイヤルQ2パスワード |
| 135  | B    | 特定番号通知機能                          | |
| 136  | B    |                                           | 発信者番号音声通知 ナンバーアナウンス[月額料金制] ナンバーお知らせ136[利用都度課金]（2024年1月1日サービス終了）                                               |
| 141  | B    |                                           | でんわばん、二重番号サービス（2024年1月1日サービス終了） |
| 142  | B    | 着信転送                                  | ボイスワープ |
| 143  | B    |                                           | ファクシミリボックス Fネット (NTT Com) 新規加入停止 |
| 144  | B    | 迷惑電話おことわり                        | |
| 145  | B    |                                           | キャッチホン2/マジックボックス/話中時転送サービス （2016年2月29日提供終了）                                                                                   |
| 146  | B    |                                           | キャッチホン2/マジックボックス/メッセージ表示受信サービス （2016年2月29日提供終了）                                                                           |
| 147  | B    | 多機能転送                                | ボイスワープセレクト、なりわけ（2024年1月1日サービス終了） |
| 148  | B    | 非通知着信拒否                            | ナンバーリクエスト |
| 149  | B    | フレッツ・ISDN専用ダイアルアップ番号 1492 | 2010年3月31日廃止 第2種パケット交換サービス DDX-TP (NTT Com)                                                                                                  |
| 151  | B    |                                           | メンバーズネット(NTT Com) |
| 152  |      |                                           | メンバーズネット(NTT Com) |
| 159  | B    |                                           | 空いたらお知らせ159（2024年1月1日サービス終了） |
| 161  | B    | ファクシミリ通信網サービス                | Fネット (NTT Com) 新規加入停止 |
| 162  | B    | ファクシミリ通信網サービス                | Fネット (NTT Com) 新規加入停止 |
| 163  |      |                                           | 2010年3月31日廃止 第2種パケット交換サービス DDX-TP (NTT Com)                                                                                                  |
| 164  | B    |                                           | 2010年3月31日廃止 第2種パケット交換サービス DDX-TP (NTT Com)                                                                                                  |
| 165  | B    |                                           | 廃止 メール送受信 パルディオEメールセンター |
| 166  |      |                                           | 2002年3月末廃止 ビデオテックス接続 |
| 167  |      |                                           | 2010年3月31日廃止 第2種パケット交換サービス DDX-TP (NTT Com)                                                                                                  |
| 168  |      |                                           | ボイスメール |
| 169  |      |                                           | 2010年3月31日廃止 第2種パケット交換サービス DDX-TP (NTT Com)                                                                                                  |
| 178  | B    |                                           | 2015年2月28日廃止 オフトーク通信 |
| 179  | B    |                                           | 2002年3月末廃止 キャプテンシステム |
| 181  | B    |                                           | ID通知サービス |

### 携帯電話・直収電話・IP電話の問い合わせ特番
※該当事業者の電話からの発信に限られる
| 番号 | 分類 | NTTドコモ | au                      | ソフトバンク                                 | ソフトバンク | ソフトバンク                         | ソフトバンク            | ソフトバンク            | JCOM | オプテージ                   | 中部テレコミュニケーション |
| 番号 | 分類 | NTTドコモ | au                      | MB Y!mobileタイプ1契約                       | SM | 旧イー・モバイル Y!mobileタイプ2契約 | TM                      | BB                      | JCOM | オプテージ                   | 中部テレコミュニケーション |
| ---- | ---- | --- | ----------------------- | -------------------------------------------- | --- | ------------------------------------ | ----------------------- | ----------------------- | ---- | ---------------------------- | -------------------------- |
| 111  | B    | 試験 | 試験                    | 試験 11112                                   | |                                      |                         |                         |      |                              |                            |
| 113  | A    | 故障 電波状況お問い合わせ | 盗難 紛失 故障          | 紛失 故障                                    | |                                      | 故障                    |                         | 故障 | 各種操作 設定 ご利用トラブル | 故障                       |
| 114  | A    | 話中調べ |                         |                                              | |                                      |                         |                         |      |                              |                            |
| 116  | B    | |                         |                                              | 各種お手続き |                                      | 利用申し込み 問い合わせ | 利用申し込み 問い合わせ |      |                              |                            |
| 131  | B    | 用途別集計サービス | 通話明細分計サービス    |                                              | |                                      |                         |                         |      |                              |                            |
| 140  | B    | モバイラーズチェック登録等（終了） | ぷりペイド登録等        | 留守番電話 転送電話の設定 プリモバイル登録等 | |                                      |                         |                         |      |                              |                            |
| 141  | B    | 留守番電話 | 留守番電話設定          | 留守番電話 着信お知らせ                      | 留守番電話 |                                      |                         |                         |      |                              |                            |
| 143  | B    | |                         |                                              | 各種設定変更 |                                      |                         |                         |      |                              |                            |
| 144  | B    | 迷惑電話ストップサービス | 迷惑電話撃退サービス    | ナンバーブロック                             | |                                      |                         |                         |      |                              |                            |
| 145  | B    | キャッチホン 英語ガイダンス | 割込通話サービス        |                                              | |                                      |                         |                         |      |                              |                            |
| 151  | B    | 総合お問い合わせ |                         | テクニカルサポート                           | 総合窓口 |                                      |                         |                         |      | 総合                         | サポート等                 |
| 154  | B    | デュアルネットワークサービス切り替え（終了） |                         |                                              | |                                      |                         |                         |      |                              |                            |
| 157  | B    | VoLTE体験ダイヤル 157001 メロディコール体験ダイヤル 157005 あんしん遠隔サポートセンター 15710 ケータイ補償お届けサービスセンター 15711 利用中断・再開 15712 あんしんホットライン 15713 外国語による問い合わせ 15770 らくらくホンセンター 15777 | 総合                    | 総合                                         | セットサービス[ADSLサービス]に関するお問合わせ（終了） ウィルコムサポートクラブ専用窓口（終了） データ通信に関するお問い合わせ（終了） | 総合（終了）                         |                         |                         |      | サービスの変更 ご確認        | 総合                       |
| 158  | B    | 電話機切り替え（開通）専用ダイヤル 1580 |                         |                                              | |                                      |                         |                         |      |                              |                            |
| 159  | B    | 遠隔操作設定 |                         |                                              | ポケット情報ダイヤル（終了） |                                      |                         |                         |      |                              |                            |
| 161  | B    | FAXばん（終了） | 留守番電話 ボイスメール |                                              | Pメール一斉送信 1616（終了） |                                      |                         |                         |      |                              |                            |
| 164  | B    | セレクフォン（終了） |                         |                                              | |                                      |                         |                         |      |                              |                            |
| 165  | B    | |                         | 国際メールサービス Global sms 1654（終了）   | |                                      |                         |                         |      |                              |                            |
| 181  | B    | 海外ローミング中のガイダンス設定 |                         |                                              | |                                      |                         |                         |      |                              |                            |

- 東北インテリジェント通信のアステル東北は2006年12月20日サービス停止
- NTTドコモのPHSは2008年1月7日、ソフトバンク（ウィルコム/Y!mobile）のPHSは2021年1月31日にそれぞれサービス停止
- ツーカーは2008年3月31日サービス停止
- 旧・イー・アクセスとの音声契約及びY!mobileのタイプ2契約は、2018年1月31日を以て停波。

### 今後の方針
- 国が提供する相談ダイヤルへの付与が、省庁から利用希望として出されている[35]。0570は統一電話番号（ナビダイヤル）、0120はフリーダイヤル（着信課金）
  1. 金融サービス利用者相談室（金融庁） - 0570-016-811を用い、差額を金融庁が負担することで全国同一通話料。平日10:00〜17:00受付。
  2. 消費者ホットライン（消費者庁） - 従来の0570に加え、188番が付与された。年末年始以外の日中対応。
  3. 子どもの人権110番（法務省） - 0120-007-110で、平日8:30〜17:15受付。
  4. みんなの人権110番（法務省） - 0120-003-110で、平日8:30〜17:15受付。
  5. 女性の人権ホットライン（法務省） - 0570-070-810を用い、最寄りの法務局等に接続。平日昼間。
  6. DV相談ナビ（内閣府男女共同参画局） - 0570-0-55210を用い、最寄りの相談機関に接続。各機関の相談受付時間内。
  7. 法テラス・サポートダイヤル（法務省（日本司法支援センター） - 0570-078374（法的トラブル）、0570-079714（犯罪被害）で、通話料は利用者が全額負担。平日9:00〜21:00、土曜日9:00〜17:00受付。
  8. 児童相談所全国共通ダイヤル（厚生労働省） - 従来の0570に加え、189が付与され24時間対応となった。最寄りの児童相談所等に接続し、通話料は利用者負担。
  9. 情報セキュリティ安心相談窓口（経済産業省（独立行政法人情報処理推進機構）） - 0AB〜J番号（後述）を用い、通話料は利用者が全額負担。平日昼間受付。

## 0AB0 特番
| 0120 0800      | 着信課金 着信側の設定で発信可能なサービスを設定できる。 | NTT Com                        | フリーダイヤル                                       | ○                                                    | ○                                                    | ○                                                    | ○                                                    | ○                                                    | ○                                                    | ○                                                    | ○                                                    | ○                                                    | ○                                                    | ○                                                    | ○                                                    | ○                                                    |                                                      |                                                      |
| 0120 0800      | 着信課金 着信側の設定で発信可能なサービスを設定できる。 | NTT東・西                      | フリーアクセス フリーアクセス・ひかりワイド          | ○                                                    | ○                                                    | ○                                                    | ○                                                    | ○                                                    | ○                                                    | ○                                                    | ○                                                    | ○                                                    | ○                                                    | ○                                                    | ○                                                    | ○                                                    |                                                      |                                                      |
| 0120 0800      | 着信課金 着信側の設定で発信可能なサービスを設定できる。 | KDDI                           | フリーコールDX                                       | ○                                                    | ○                                                    | ○                                                    | ○                                                    | ○                                                    | ○                                                    | ○                                                    | ○                                                    | ○                                                    | ○                                                    | ○                                                    | ○                                                    | ○                                                    |                                                      |                                                      |
| 0120 0800      | 着信課金 着信側の設定で発信可能なサービスを設定できる。 | SBTM                           | フリーコールスーパー                                 | ○                                                    | ○                                                    | ○                                                    | ○                                                    | ○                                                    | ○                                                    | ○                                                    | ○                                                    | ○                                                    | ○                                                    | ○                                                    | ○                                                    | ○                                                    |                                                      |                                                      |
| 0130           | マスコーリングサービス                                  |                                |                                                      | ×                                                    | ×                                                    | ×                                                    | ×                                                    | ×                                                    | ×                                                    | ×                                                    | ×                                                    | ×                                                    | ×                                                    | ×                                                    | ×                                                    | ×                                                    |                                                      |                                                      |
| 0140           | 災害時応急復旧用無線電話                                |                                |                                                      | ×                                                    | ×                                                    | ×                                                    | ×                                                    | ×                                                    | ×                                                    | ×                                                    | ×                                                    | ×                                                    | ×                                                    | ×                                                    | ×                                                    | ×                                                    |                                                      |                                                      |
| 0150 0450 0750 |                                                         | 1993年9月30日廃止 自動船舶電話 | 1993年9月30日廃止 自動船舶電話                       | 1993年9月30日廃止 自動船舶電話                       | 1993年9月30日廃止 自動船舶電話                       | 1993年9月30日廃止 自動船舶電話                       | 1993年9月30日廃止 自動船舶電話                       | 1993年9月30日廃止 自動船舶電話                       | 1993年9月30日廃止 自動船舶電話                       | 1993年9月30日廃止 自動船舶電話                       | 1993年9月30日廃止 自動船舶電話                       | 1993年9月30日廃止 自動船舶電話                       | 1993年9月30日廃止 自動船舶電話                       | 1993年9月30日廃止 自動船舶電話                       | 1993年9月30日廃止 自動船舶電話                       | 1993年9月30日廃止 自動船舶電話                       | 1993年9月30日廃止 自動船舶電話                       | 1993年9月30日廃止 自動船舶電話                       |
| 0160           | 災害用衛星電話                                          |                                |                                                      | ×                                                    | ×                                                    | ×                                                    | ×                                                    | ×                                                    | ×                                                    | ×                                                    | ×                                                    | ×                                                    | ×                                                    | ×                                                    | ×                                                    | ×                                                    |                                                      |                                                      |
| 0170           | 伝言ダイヤル                                            |                                |                                                      | ×                                                    | ×                                                    | ×                                                    | ×                                                    | ×                                                    | ×                                                    | ×                                                    | ×                                                    | ×                                                    | ×                                                    | ×                                                    | ×                                                    | ×                                                    |                                                      |                                                      |
| 0180           | 呼数集計                                                | NTT Com                        | テレドーム                                           | ○                                                    | ○                                                    | ○                                                    | ○                                                    | ○                                                    | ○                                                    | 直                                                   | ○                                                    | ○                                                    | ○                                                    | ○                                                    | ○                                                    | ○                                                    |                                                      |                                                      |
| 0180           | 呼数集計                                                | NTT Com                        | 2012年5月31日サービス終了 テレゴング                 |                                                      |                                                      |                                                      |                                                      |                                                      |                                                      |                                                      |                                                      |                                                      |                                                      |                                                      |                                                      |                                                      |                                                      |                                                      |
| 0190           | 番号案内直接接続                                        | NTT東・西                      | 2011年1月31日廃止 エンジェルライン・あんないジョーズ | 2011年1月31日廃止 エンジェルライン・あんないジョーズ | 2011年1月31日廃止 エンジェルライン・あんないジョーズ | 2011年1月31日廃止 エンジェルライン・あんないジョーズ | 2011年1月31日廃止 エンジェルライン・あんないジョーズ | 2011年1月31日廃止 エンジェルライン・あんないジョーズ | 2011年1月31日廃止 エンジェルライン・あんないジョーズ | 2011年1月31日廃止 エンジェルライン・あんないジョーズ | 2011年1月31日廃止 エンジェルライン・あんないジョーズ | 2011年1月31日廃止 エンジェルライン・あんないジョーズ | 2011年1月31日廃止 エンジェルライン・あんないジョーズ | 2011年1月31日廃止 エンジェルライン・あんないジョーズ | 2011年1月31日廃止 エンジェルライン・あんないジョーズ | 2011年1月31日廃止 エンジェルライン・あんないジョーズ | 2011年1月31日廃止 エンジェルライン・あんないジョーズ | 2011年1月31日廃止 エンジェルライン・あんないジョーズ |
| 0570           | 全国統一番号                                            | NTT Com                        | ナビダイヤル                                         | ○                                                    | ○                                                    | ○                                                    | ○                                                    | ○                                                    | ○                                                    | 直                                                   | ○                                                    | ○                                                    | ○                                                    | ○                                                    | ○                                                    | ○                                                    |                                                      |                                                      |
| 0570           | 全国統一番号                                            | NTT東・西                      | 2010年3月31日サービス終了 ナビアクセス・APナビ       | 2010年3月31日サービス終了 ナビアクセス・APナビ       | 2010年3月31日サービス終了 ナビアクセス・APナビ       | 2010年3月31日サービス終了 ナビアクセス・APナビ       | 2010年3月31日サービス終了 ナビアクセス・APナビ       | 2010年3月31日サービス終了 ナビアクセス・APナビ       | 2010年3月31日サービス終了 ナビアクセス・APナビ       | 2010年3月31日サービス終了 ナビアクセス・APナビ       | 2010年3月31日サービス終了 ナビアクセス・APナビ       | 2010年3月31日サービス終了 ナビアクセス・APナビ       | 2010年3月31日サービス終了 ナビアクセス・APナビ       | 2010年3月31日サービス終了 ナビアクセス・APナビ       | 2010年3月31日サービス終了 ナビアクセス・APナビ       | 2010年3月31日サービス終了 ナビアクセス・APナビ       | 2010年3月31日サービス終了 ナビアクセス・APナビ       | 2010年3月31日サービス終了 ナビアクセス・APナビ       |
| 0910           | 公専接続                                                |                                |                                                      | ×                                                    | ×                                                    | ×                                                    | ×                                                    | ×                                                    | ×                                                    | ×                                                    | ×                                                    | ×                                                    | ×                                                    | ×                                                    | ×                                                    | ×                                                    |                                                      |                                                      |
| 0990           | 災害募金サービス                                        | NTT東・西                      | ひかり電話からも可。                                 | ○                                                    | ×                                                    | ×                                                    | ×                                                    | ×                                                    | ×                                                    | ×                                                    | ×                                                    | ×                                                    | ×                                                    | ×                                                    | ×                                                    | ×                                                    |                                                      |                                                      |

- 「直」は、直収電話のみ。

## 0A0 特番
| 番号        | 用途                   | 用途                           | 事業者 | 商標 | 備考（旧用途など） | 備考（旧用途など） | 備考（旧用途など） |
| ----------- | ---------------------- | ------------------------------ | --- | --- | --- | --- | ------------------ |
| 010         | 国際接続番号           | 国際接続番号                   | 国際電話マイライン登録のないNTT東・西の加入電話・ISDNまたは公衆電話、国際電話事業者指定の無い携帯電話・PHSからの場合、事業者識別番号の前置きが必要                 | 国際電話マイライン登録のないNTT東・西の加入電話・ISDNまたは公衆電話、国際電話事業者指定の無い携帯電話・PHSからの場合、事業者識別番号の前置きが必要                 | 国際電話マイライン登録のないNTT東・西の加入電話・ISDNまたは公衆電話、国際電話事業者指定の無い携帯電話・PHSからの場合、事業者識別番号の前置きが必要                  | 国際電話マイライン登録のないNTT東・西の加入電話・ISDNまたは公衆電話、国際電話事業者指定の無い携帯電話・PHSからの場合、事業者識別番号の前置きが必要                  |                    |
| 010800      | 国際着信課金電話番号   | 国際着信課金電話番号           | | | | |                    |
| 0204        | 発信者付加課金         | InternetFAX                    | 東京テレメッセージサービス | D-FAX | 2019年9月30日サービス停止 NTT東・西の加入電話・ISDN・ひかり電話、ソフトバンクテレコムの直収電話、KDDIの直収電話・0AB-JIP電話、J:COMのJ:COMPHONEプラスのみ、発信可能 | 2019年9月30日サービス停止 NTT東・西の加入電話・ISDN・ひかり電話、ソフトバンクテレコムの直収電話、KDDIの直収電話・0AB-JIP電話、J:COMのJ:COMPHONEプラスのみ、発信可能 |                    |
| 0204        | 発信者付加課金         | 無線呼び出し                   | 東京テレメッセージ | マジックメール まるとくプラン | 2019年9月30日サービス停止 NTT東・西の加入電話・ISDN・公衆電話、ソフトバンクテレコム、フュージョン・コミュニケーションズ、直収電話のみ発信可能                       | 2019年9月30日サービス停止 NTT東・西の加入電話・ISDN・公衆電話、ソフトバンクテレコム、フュージョン・コミュニケーションズ、直収電話のみ発信可能                       |                    |
| 0204        | 発信者付加課金         | 無線呼び出し                   | YOZAN | ゼロプラン | 2019年9月30日サービス停止 | 2019年9月30日サービス停止 |                    |
| 0204        | 発信者付加課金         | 無線呼び出し                   | ドコモ | ゼロニード | 2007年3月31日サービス停止 | 2007年3月31日サービス停止 |                    |
| 0204        | 発信者付加課金         | 無線呼び出し                   | 沖縄テレメッセージ | 020サービス | 2017年3月サービス停止 NTT東・西の加入電話・ISDN・公衆電話、auの携帯電話からのみ発信可能                                                                             | 2017年3月サービス停止 NTT東・西の加入電話・ISDN・公衆電話、auの携帯電話からのみ発信可能                                                                             |                    |
| 0204        | 発信者付加課金         | ユニファイドメッセージサービス | 沖縄テレメッセージ | テレメのユニファイドサービス | 2017年3月サービス停止 NTT東・西の加入電話・ISDN・公衆電話、auの携帯電話からのみ発信可能                                                                             | 2017年3月サービス停止 NTT東・西の加入電話・ISDN・公衆電話、auの携帯電話からのみ発信可能                                                                             |                    |
| 020 1-3 5-9 | M2M等                  | M2M等                          | MNO | パケットのみ パケット+利用者間で送受信を行わないSMS パケット+SMS+利用者が番号を認識できずかつ第一種指定電気通信設備との間で呼の接続を行わない通話                  | パケットのみ パケット+利用者間で送受信を行わないSMS パケット+SMS+利用者が番号を認識できずかつ第一種指定電気通信設備との間で呼の接続を行わない通話                   | 2017年1月1日指定開始 |                    |
| 0200 14桁   | M2M等                  | M2M等                          | MNO | パケットのみ パケット+利用者間で送受信を行わないSMS パケット+SMS+利用者が番号を認識できずかつ第一種指定電気通信設備との間で呼の接続を行わない通話                  | パケットのみ パケット+利用者間で送受信を行わないSMS パケット+SMS+利用者が番号を認識できずかつ第一種指定電気通信設備との間で呼の接続を行わない通話                   | 2019年12月1日指定開始 |                    |
| 030         |                        |                                | 携帯電話に統合 自動車電話、沿岸船舶電話、航空機電話 | 携帯電話に統合 自動車電話、沿岸船舶電話、航空機電話 | 携帯電話に統合 自動車電話、沿岸船舶電話、航空機電話 | 160km以内 |                    |
| 040         |                        |                                | 携帯電話に統合 自動車電話、沿岸船舶電話、航空機電話 | 携帯電話に統合 自動車電話、沿岸船舶電話、航空機電話 | 携帯電話に統合 自動車電話、沿岸船舶電話、航空機電話 | 160km超 |                    |
| 050         | IP電話（セカンダリー） | IP電話（セカンダリー）         | IP電話（セカンダリー） | | | FMC用に利用可能 |                    |
| 060         |                        |                                | NTT Com | eコール(Universal Personal Telecommunication) | 2011年3月31日サービス停止 NTT東・西の加入電話・ISDNからの音声モードの発信のみ着信可能                                                                               | FMC用に利用可能 |                    |
| 070 080 090 | 携帯電話 PHS           | 携帯電話 PHS                   | 090の一部には、NTTドコモの衛星携帯電話ワイドスター（衛星船舶電話・衛星航空機電話を含む）も割り当てられている。 携帯電話・PHS間の番号ポータビリティを2014年10月開始 | 090の一部には、NTTドコモの衛星携帯電話ワイドスター（衛星船舶電話・衛星航空機電話を含む）も割り当てられている。 携帯電話・PHS間の番号ポータビリティを2014年10月開始 | 090の一部には、NTTドコモの衛星携帯電話ワイドスター（衛星船舶電話・衛星航空機電話を含む）も割り当てられている。 携帯電話・PHS間の番号ポータビリティを2014年10月開始  | FMC用に利用可能 |                    |

- ※携帯電話・PHSについては1999年1月1日午前2時の11桁化以降の番号。それ以前は10桁で、携帯電話については 010/020/030/040/080/090、PHSについては050/060が使われていた。電話番号逼迫対策を参照。

## 市外局番+1XY 特番
市外局番+104
該当地域の電話番号案内（廃止）。
市外局番+107
該当新幹線の列車着信通話（廃止）。
「東海道新幹線への通話　03-107（伊豆・小笠原諸島を除く東京都）・神奈川県・静岡県から。052-107愛知県・岐阜県から。06-107大阪府・滋賀県・京都府・兵庫県・岡山県から。082-107広島県・山口県岩国（0827）・柳井・久賀（0820）・下松（0833）・徳山（0834）地域から。093-107（前記を除く山口県）・福岡県から。　但し、03・052・06・082・093各地域内からは、局番なしの107。」
「東北新幹線への通話　局番なしの107（03地域内から）。022-107その他の全国から（但し、022地域内からは、局番なしの107）。」
「上越新幹線への通話　局番なしの107（03地域内から）。025-107その他の全国から（但し、025地域内からは、局番なしの107）。」
尚、新潟列車台025-107（025-161）の業務は後に、長岡局（0258-161）に転送されて行われる形態に変更される。（新潟局の025-161は廃止されるが、一般利用客からの通話申し込みは、引き続き従来の新潟列車台番号025-107で受け付ける。）
市外局番+177
該当地域の天気予報（廃止）。一部地域では177の前に市内局番の頭1 - 2文字を付加する。
- 例:関東地方の場合
  - 埼玉県西部地方（所沢市、入間市など）は0429-177（049-177で代用可能）
  - 千葉県南部地方（鴨川市）は0470-177
  - 千葉県北部地方（柏市、野田市など）は0471-177（047-177で代用可能）
  - 神奈川県東部地方（相模原市）は0427-177（045-177で代用可能）
  - 東京多摩地域（調布市、国分寺市など）は0422-177（03-177で代用可能）

## 00XY 特番（事業者識別番号）
マイラインの事業者識別番号も参照。

### 登録電気通信事業者（旧第一種電気通信事業者）
| 番号        | 用途                                | 備考（旧用途など） |
| ----------- | ----------------------------------- | --- |
| 001         | KDDI（国際基本）                    | ←ディーディーアイ←ケイディディ←国際電信電話 (KDD) |
| 0010 - 0019 |                                     | 割当廃止 KDDI←ディーディーアイ←ケイディディ←国際電信電話 (KDD) |
| 0020 - 0029 |                                     | 割当廃止 1999年3月まで ケイディディ←国際電信電話 (KDD) |
| 0030        |                                     | 割当廃止 ZIP Telecom |
| 0031        | アイ・ピー・エス（基本）            | ←アドベント←テレグローブ・ジャパン（旧割当 2000年3月まで ケイディディ←国際電信電話 (KDD)）                                                                                                   |
| 0032        | アイ・ピー・エス（付加） 空電       | ←アドベント←テレグローブ・ジャパン |
| 0033        | NTTコミュニケーションズ（国内基本） | （国際・2024年1月20日終了）←NTT |
| 0034        |                                     | 割当廃止 NTTコミュニケーションズ（国際付加・2024年1月20日終了）←NTT国際ネットワーク |
| 0035        | NTTコミュニケーションズ（国内付加） | ←NTT |
| 0036        | NTT東日本                           | （旧割当 2000年3月まで ケイディディ←国際電信電話 (KDD)） |
| 0037        | 楽天モバイル（付加）                | 楽天コミュニケーションズ←フュージョン・コミュニケーションズ |
| 0038        |                                     | 割当廃止 楽天モバイル（基本・2024年1月31日終了）←楽天コミュニケーションズ←フュージョン・コミュニケーションズ（旧割当 2000年3月まで ケイディディ←国際電信電話 (KDD)）                         |
| 0039        | NTT西日本                           | （旧割当 2000年3月まで ケイディディ←国際電信電話 (KDD)） |
| 0041        |                                     | ソフトバンク（国際基本・2024年5月31日終了）←ソフトバンクテレコム←日本テレコム←日本国際通信 (ITJ)                                                                                             |
| 0042        |                                     | 割当廃止 ソフトバンクテレコム（自動第三者課金）←日本テレコム←日本国際通信 (ITJ) |
| 0043        |                                     | 割当廃止 ソフトバンクテレコム（自動クレジット）←日本テレコム←日本国際通信 (ITJ) |
| 0044        | 大江戸テレコム株式会社              | （旧割当 ソフトバンクテレコム（自動着信払い）←日本テレコム←日本国際通信 (ITJ)） |
| 0045        |                                     | 割当廃止 ソフトバンクテレコム（自動料金即知）←日本テレコム←日本国際通信 (ITJ) |
| 0046        | ソフトバンク（国際）                | ←ソフトバンクモバイル←ボーダフォン←J-PHONE |
| 0050        |                                     | 割当廃止 アルテリア・ネットワークス（付加）←UCOM←メディア |
| 0051        | KDDI（国際オペレーター）            | ←ディーディーアイ←ケイディディ←国際電信電話 (KDD) |
| 0052        |                                     | KDDI（自動料金即知・2020年9月30日終了）←ディーディーアイ←ケイディディ←国際電信電話 (KDD) |
| 0053        | KDDI（付加・au国際）                | ←ディーディーアイ←ケイディディ←国際電信電話 (KDD) |
| 0054        |                                     | 割当廃止 KDDI←ディーディーアイ←ケイディディ←国際電信電話 (KDD) |
| 0055        | KDDI（プリペイド、自動クレジット）  | ←ディーディーアイ←ケイディディ←国際電信電話 (KDD) |
| 0056        | KDDI（国際VPN）                     | ←ディーディーアイ←ケイディディ←国際電信電話 (KDD) |
| 0057        | KDDI（国際電話問い合わせ）          | ←ディーディーアイ←ケイディディ←国際電信電話 (KDD) |
| 0058        |                                     | 割当廃止 KDDI（国際ファクシミリ）←ディーディーアイ←ケイディディ←国際電信電話 (KDD) |
| 0059        |                                     | 割当廃止 KDDI（保守試験）←ディーディーアイ←ケイディディ←国際電信電話 (KDD) |
| 0060        | アルテリア・ネットワークス（基本）  | ←UCOM←メディア |
| 0061        | ソフトバンク（国際基本）            | （国内基本・2024年5月31日終了）←ソフトバンクテレコム←日本テレコム←日本テレコムIDC←ケーブル・アンド・ワイヤレスIDC←国際デジタル通信 (IDC)                                                     |
| 0062        |                                     | 割当廃止 ソフトバンク（自動料金即知・2017年3月31日終了）←ソフトバンクテレコム←日本テレコム←日本テレコムIDC←ケーブル・アンド・ワイヤレスIDC←国際デジタル通信 (IDC)                            |
| 0063        | ソフトバンク（自動第三者課金）      | ←ソフトバンクテレコム←日本テレコム←日本テレコムIDC←ケーブル・アンド・ワイヤレスIDC←国際デジタル通信 (IDC)                                                                                    |
| 0064        |                                     | 割当廃止 ソフトバンクテレコム←日本テレコム←日本テレコムIDC←ケーブル・アンド・ワイヤレスIDC←国際デジタル通信 (IDC)                                                                            |
| 0065        |                                     | ソフトバンク（自動クレジット・2019年3月31日終了）←ソフトバンクテレコム←日本テレコム←日本テレコムIDC←ケーブル・アンド・ワイヤレスIDC←国際デジタル通信 (IDC)                                   |
| 0066        | ソフトバンク（付加）                | ←ソフトバンクテレコム←日本テレコム←日本テレコムIDC←ケーブル・アンド・ワイヤレスIDC←国際デジタル通信 (IDC)                                                                                    |
| 0067        | りーふねっと                        | （旧割当 ソフトバンクテレコム（国際ファクシミリ）←日本テレコム←日本テレコムIDC←ケーブル・アンド・ワイヤレスIDC←国際デジタル通信 (IDC)）                                                      |
| 0070        |                                     | 割当廃止 KDDI←ディーディーアイ←ケイディディ←日本高速通信（テレウェイ） |
| 0071        |                                     | 割当廃止 ベライゾンジャパン（基本）←MCIワールドコムジャパン |
| 0072        |                                     | 割当廃止 ベライゾンジャパン（付加）←MCIワールドコムジャパン |
| 0073        |                                     | 割当廃止 安子の電話（2009/11 営業終了）←サークル・アジア |
| 0074        |                                     | 割当廃止 安子の電話（2009/11 営業終了）←サークル・アジア |
| 0075        |                                     | 割当廃止 ソフトバンクテレコム←日本テレコム←BTコミュニケーションズ・サービス |
| 0076        |                                     | 割当廃止 ソフトバンクテレコム←日本テレコム←BTコミュニケーションズ・サービス |
| 0077        | KDDI（国内基本）                    | ←ディーディーアイ←第二電電 (DDI) |
| 0078        | 株式会社コムスクエア                | （旧割当 2004年2月末まで KDDI（国際）←ディーディーアイ←第二電電 (DDI)） |
| 0080        |                                     | 割当廃止 T-Systemsジャパン（基本）←ドイツテレコム・ジャパン |
| 0081        |                                     | 割当廃止 楽天モバイル（国内・2024年1月31日終了）←楽天コミュニケーションズ←フュージョン・コミュニケーションズ←パワードコム←東京通信ネットワーク (TTNet)                                       |
| 0082        |                                     | 割当廃止 楽天モバイル（国際・2024年1月31日終了）←楽天コミュニケーションズ←フュージョン・コミュニケーションズ←パワードコム←東京通信ネットワーク (TTNet)                                       |
| 0083        |                                     | ソフトバンク（基本・2024年5月31日終了）←ソフトバンクテレコム←日本テレコム←平成電電コミュニケーションズ←平成電電←トライネットワークインターナショナル←平成電電                                |
| 0084        |                                     | ソフトバンク（付加・2024年5月31日終了）←ソフトバンクテレコム←日本テレコム←平成電電コミュニケーションズ←平成電電←トライネットワークインターナショナル←平成電電（旧割当 ピージーイージャパン） |
| 0085        |                                     | 割当廃止 NTTメディアクロス（空電プレミアム 2015/03/31サービス終了）（旧割当 ピージーイージャパン）                                                                                           |
| 0086        |                                     | 割当廃止 九州通信ネットワーク (QTNet) |
| 0088        | ソフトバンク（国内基本）            | ←ソフトバンクテレコム←日本テレコム |
| 0089        |                                     | 割当廃止 T-Systemsジャパン（付加）←ドイツテレコム・ジャパン |

### 届出電気通信事業者（旧第二種電気通信事業者）
| 番号   | 用途                             | 備考（旧用途など）                                                                          |
| ------ | -------------------------------- | ------------------------------------------------------------------------------------------- |
| 009120 | ブラステル（第三者課金サービス） |                                                                                             |
| 009121 | ブラステル（国際電話）           |                                                                                             |
| 009122 |                                  | 割当廃止 イクアント←グローバルワン                                                          |
| 009123 |                                  | 割当廃止 イクアント←グローバルワン                                                          |
| 009130 | NTTドコモ（WORLD CALL）          |                                                                                             |
| 009144 |                                  | 割当廃止 アルファーネットワーク                                                             |
| 009145 |                                  | 割当廃止 アルファーネットワーク                                                             |
| 009155 |                                  | 割当廃止 NTT-ME                                                                             |
| 009156 |                                  | 割当廃止 NTT-ME                                                                             |
| 009177 |                                  | 割当廃止 ソフトバンクBB                                                                     |
| 009180 |                                  | 割当廃止 スピーディア                                                                       |
| 009181 | 関西コムネット                   |                                                                                             |
| 009188 |                                  | 割当廃止 トライネットワークインターナショナル←平成電電←トライネットワークインターナショナル |
| 009191 |                                  | 割当廃止 NTTぷらら←ぷららネットワークス                                                     |
| 009192 | フリービット                     | （旧割当 2017年12月まで NTTぷらら←ぷららネットワークス）                                    |
| 009193 |                                  | 割当廃止 サードラインコミュニケーションズ                                                   |
| 009198 |                                  | 割当廃止 ソフトバンクBB                                                                     |
| 009199 |                                  | 割当廃止 NTTエムイー中国                                                                    |

- 登記上の名称よりも見易さを重視した記載の部分あり。

## ＃特番
#ダイヤル(NTTのサービス名、NTTが番号記号を類似の嬰記号からシャープと呼称。)、着信短縮ダイヤルサービス、クイックダイヤル（au、ソフトバンク）、クイックナンバー（docomo）ともいう。#+4桁の番号。#7000 - #9999までの範囲である。現在、主に官公庁、大企業等が登録利用者・業者として利用している。通話発信者は通話料金のみの負担。フリーダイヤルが登録されている場合は通話料金も無料。
プッシュ式公衆電話、プッシュ回線契約電話、ISDN回線契約電話（但し、ISDN回線の場合はターミナルアダプタのアナログ電話ポートの設定を「プッシュ式」に設定する事により発信可能。）、及び J:COMPHONE-i（VoIP電話・画面下部）から発信可能。
なお、ひかり電話（ひかり電話#ダイヤル NTT東日本、NTT西日本も同様）、携帯電話（NTTドコモ・クイックナンバー）・（au by KDDI・クイックダイヤル）・（ソフトバンクモバイル・着信短縮ダイヤル機能 (PDF)  10ページ目の12番目の項目）においても、それぞれ、#ダイヤル番号登録利用者・業者等による利用契約がされている事が必要。
ダイヤル回線契約電話、多くの日本国内のIP電話からは、仮に電話機がプッシュトーン切り換え発信型であっても利用出来ない。

### 提供地域と利用可能な＃ダイヤル番号
| 提供地域     | 番号                                | 発信可能電話網 #ダイヤル番号あたり月額使用料（税抜） | 発信可能電話網 #ダイヤル番号あたり月額使用料（税抜） | 発信可能電話網 #ダイヤル番号あたり月額使用料（税抜）                       |
| 提供地域     | 番号                                | 加入電話・INSネット                                  | ひかり電話                                           | NTTドコモ携帯電話                                                          |
| ------------ | ----------------------------------- | ---------------------------------------------------- | ---------------------------------------------------- | -------------------------------------------------------------------------- |
| 全国         | #8000 - #9999                       | 30,000円                                             | 東西それぞれ 15,000円                                | 36,000円                                                                   |
| 北海道       | #7000 - #7599                       | 10,000円                                             | 10,000円                                             | 28,000円                                                                   |
| 東北         | #7600 - #7799                       | 10,000円                                             | 10,000円                                             | 28,000円                                                                   |
| 信越         | #7800 - #7899                       | 10,000円                                             | 10,000円                                             | 28,000円                                                                   |
| 関東         | #7000 - #7599                       | 10,000円                                             | 10,000円                                             | 28,000円                                                                   |
| 北陸         | #7900 - #7999                       | 10,000円                                             | 10,000円                                             | 28,000円                                                                   |
| 東海         | #7600 - #7799                       | 10,000円                                             | 10,000円                                             | 28,000円                                                                   |
| 関西         | #7000 - #7599                       | 10,000円                                             | 10,000円                                             | 28,000円                                                                   |
| 中国         | #7600～#7799                        | 10,000円                                             | 10,000円                                             | 28,000円                                                                   |
| 四国         | #7800 - #7999                       | 10,000円                                             | 10,000円                                             | 28,000円                                                                   |
| 九州・沖縄   | #7000 - #7599                       | 10,000円                                             | 10,000円                                             | 28,000円                                                                   |
| 発信区域指定 | 全国・ブロック別とも 部分指定が可能 | 単位料金区域ごと                                     |                                                      | 単位料金区域ごと おおむね都府県単位 北海道は、札幌・函館・北見・釧路・旭川 |
| 着信先指定   |                                     | 単位料金区域ごと                                     |                                                      | 単位料金区域ごと                                                           |

NTT東・西の加入電話・INSネット・ひかり電話・支店代行電話・着信用電話が、着信先として設定できる。複数の#ダイヤル番号を1つの電話番号に接続することはできない。

### ＃ダイヤル番号と接続先
本稿では、代表的な番号を紹介する。
| 番号  | 用途 | 備考 |
| ----- | --- | --- |
| #7029 | 全日空国内線予約・案内センター                                                                                            | オペレーター対応。エアーニッポン・エアー北海道の予約・問合わせも可能。着信先は札幌011地域、東京03地域、大阪06地域、福岡092地域、沖縄098地域。 |
| #7119 | 東京消防庁救急相談センター 大阪市・札幌市・奈良県・愛知県などの「救急安心センター」(現在全国規模にサービスエリアを拡大中) | 救急車を呼ぶべきか、今すぐ病院に行くべきか迷ったときの救急相談を24時間年中無休受付。各運用地域から利用可能。J:COMPHONE-iのIP電話、携帯電話、PHSからも利用可能。また、ダイヤル回線契約電話用の番号も用意されている（通話料有料）。 |
| #7300 | よい子の電話教育相談（子供用） 埼玉県教育局生徒指導課                                                                     | いじめ、不登校、学校生活、性格などに関する相談をいつでも受け付ける。フリーダイヤル（0120-86-3192）でも受け付け可能。 |
| #8000 | 小児救急医療電話相談 | 厚生労働省が実施する事業で、各都道府県の担当課が実施する、小児科医・看護師による相談窓口。携帯電話からも利用可能。また、ダイヤル回線契約電話用の番号も用意されている。 |
| #8008 | DV相談ナビ | |
| #8011 | 日本道路交通情報センター                                                                                                  | 最寄のセンターにつながりオペレーター、自動音声等が応えてくれる。携帯電話、PHSから利用可能。全国一律のIP電話通話料金がかかる。固定電話からも利用できる様にIP電話番号も用意されている。IP電話番号はNTTコミュニケーションズのIP電話番号が使用されており、OCNドットフォン等NTTコミュニケーションズの固定IP電話、及び 提携固定IP電話 からの通話料金は無料。 |
| #8080 | 安全運転相談ダイヤル | 安全運転に関する相談窓口。発信された地域を管轄する各都道府県警察の窓口につながる。過去には高齢者総合相談センター（シルバー110番）も同番号を利用していた。 |
| #8103 | 性犯罪被害相談電話全国共通番号「＃８１０３（ハートさん）」                                                                | 性犯罪被害に関する相談窓口。発信された地域を管轄する各都道府県警察の窓口につながる。 |
| #8139 | JAF・ロードサービス | バッテリー上がり、キー閉じこみ、他各種ロードサービスが受けられる。会員に対しては大半のサービスが無料提供される。携帯電話、PHSからも利用可能。但し多くの固定IP電話からは利用不可能。 |
| #8162 | ハイウェイテレホン 2021年9月30日 サービス終了                                                                             | 現在位置から最も近い地域の渋滞・事故など最新の高速道路情報を24時間自動音声（5分ごとに更新）で案内している。NTTドコモ、au、ソフトバンクの携帯電話、及び、ワイモバイルのPHSから利用可能。但し、沖縄県は除く。 |
| #8400 | JCBオーソリセンター 2001年3月31日 サービス終了                                                                            | |
| #8484 | UCカード・オーソリーセンター 紛失・盗難 2014年中頃 サービス終了                                                           | |
| #8800 | 杉並区コールセンター 区役所いつでも電話サービス 2012年3月31日 サービス終了                                                | 区の各種サービスや手続き、施設利用や催しなどの問合せに係員が対応。区役所が閉まっている時間を含めて、7:00 - 23:00年中無休。携帯電話、PHS、J:COMPHONE-i・VoIP電話からも利用可能。但しPHSは東京03地域内から利用可能。固定電話からの利用可能エリアも限定されている。 |
| #8891 | 性犯罪・性暴力被害者のためのワンストップ支援センター                                                                      | 性犯罪・性暴力に関する相談窓口。内閣府が管轄しており、最寄りのワンストップ支援センターにつながる。通話料金は無料。 |
| #8900 | JCBインフォメーションセンター 2001年3月31日 サービス終了                                                                  | |
| #9110 | 警察相談専用電話 | 緊急通報（110番）ではない相談窓口で、警視庁総合相談センター など。通話料金は有料。土曜日・日曜日・祝日及び夜間は、当直又は留守番案内に接続。 |
| #9218 | ニッセン通信販売申込 サービス終了                                                                                         | |
| #9500 | JR指定席予約 東京センター 2013年1月31日 サービス終了                                                                      | 03東京MA 40km圏内から049 (2△△) 川越MAを除外したエリア=旧NTT東京伝言ダイヤルセンター利用エリアから049 (2△△) 川越MAを除外したエリアから利用可能。 049 (2△△) 川越MA及び、エリア外からは 03-3250-9500 をダイヤル。この場合、ダイヤル回線契約電話からも電話機がプッシュトーン切り換え発信型であれば利用可能。 （札幌）011-251-9500・（仙台）022-223-9500・（新潟）025-244-9500・（名古屋）052-551-9500・（大阪）06-6359-0489・（高松）087-823-0489・（福岡）092-451-9500 からも利用可能。 |
| #9506 | iタウンページ・オペレーター案内 キューコール 2018年1月31日 サービス終了                                                   | iタウンページをオペレーターが検索して案内する全国統一番号。 |
| #9910 | 道路緊急ダイヤル | 携帯電話、PHSからも利用可能。フリーダイヤル番号が登録されているため、通話料金は無料。 |

他

## 在日米軍特番
日米安全保障条約に基づいて駐留する在日米軍では、北米電話番号計画に基づいた電話番号を使用している。この為日本国内からは0プレフィックスを用いた発信はできない。
例 : +81-ABCDE-FGHJ, +81-A0CDE-FGHJK
ただし、一般住民との窓口や設置自治体との連絡の為、これとは別に、各基地・部署ごとにNTT加入回線も保有しているのが通常である。この加入回線は特番番号ではなく、通常の電話番号になっている。